# Faint Object Camera

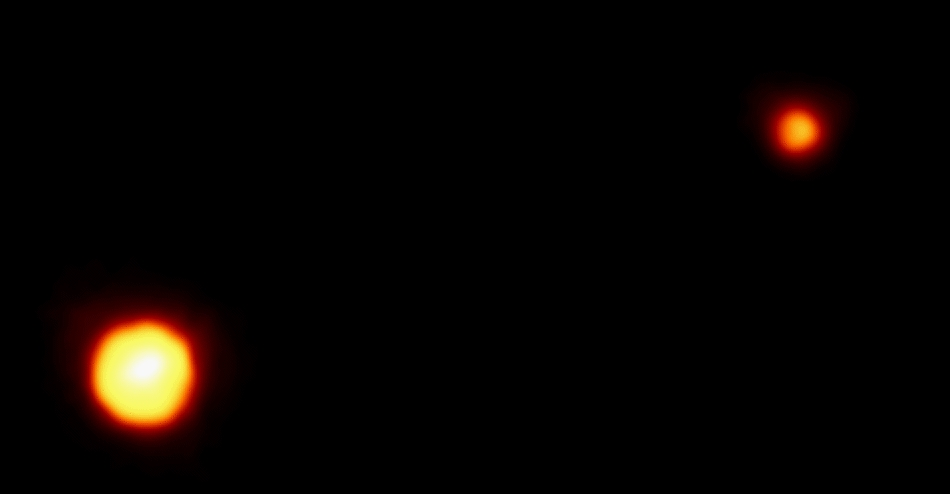
Imagem de Plutão e Caronte obtida pela Faint Object Camera.

A Faint Object Camera (FOC) foi uma câmera instalada no Telescópio Espacial Hubble que funcionou desde o lançamento do telescópio em 1990 até 2002, quando foi substituída pela Advanced Camera for Surveys.
A câmera foi construída pela Dornier Flugzeugwerke e foi financiada pela Agência Espacial Europeia. A unidade na verdade consiste em dois sistemas de câmera completos e independentes criados para proporcionar imagens em extrema alta resolução, excendendo 0,05 segundos de arco. Ela foi projetada para visualizar UV muito fraco de 115 a 650 nanômetros em comprimento de onda.
A câmera foi projetada para operar em resolução baixa, média ou alta. A resolução angular e o campo de visão foram como mostrado abaixo:
|                        | Resolução angular       | Campo de visão       |
| ---------------------- | ----------------------- | -------------------- |
| Baixa resolução (f/48) | 0,043 segundos de arco  | 22 segundos de arco  |
| Média resolução (f/96) | 0,022 segundos de arco  | 11 segundos de arco  |
| Alta resolução (f/288) | 0,0072 segundos de arco | 3,6 segundos de arco |